# Nasaleren
Nasaleren is een methode voor stemtherapie en stemvorming die veel logopedisten gebruiken om het economisch stemgebruik te verbeteren. De methode is ontwikkeld door Johannes Pahn en wordt daarom ook wel "Pahn-methodiek" genoemd. Het nasaleerprincipe berust op ontspanning van het velum, aanvankelijk zonder, later met articulatiebeweging. De ontspanning van het velum werkt door op de spieren van het strottenhoofd. Aanvankelijk zal de stem nog hypernasaal klinken, later in de therapie is de techniek toepasbaar in het gebruikelijke stemgeluid.